# بونيون حرموني
البونيون الحرموني (باللاتينية: Bunium hermonis) نوع نباتي ينتمي إلى جنس البونيون من الفصيلة الخيمية.

## الموئل والانتشار
موطن هذا النوع بلاد الشام وتركيا.

## مرادفات للاسم العلمي
- (باللاتينية: Scaligeria hermonis Post)